# Lance Deal

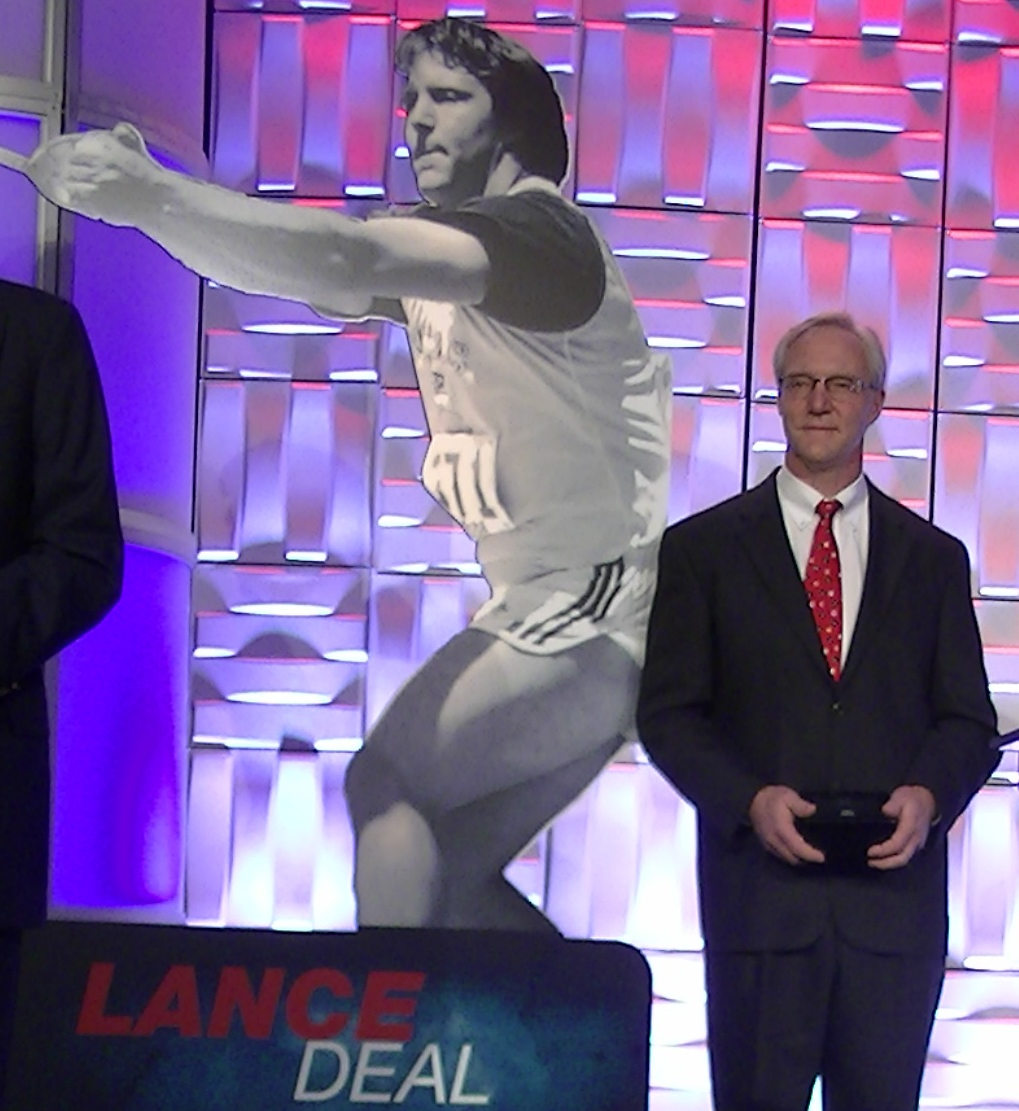
Lance Deal bredvid en staty av honom själv.

Lance Deal, född den 21 augusti 1961, är en amerikansk före detta friidrottare som tävlade i släggkastning.
Deal var i final vid VM 1993 i Stuttgart där han slutade nia med ett kast på 76,20. Vid VM 1995 i Göteborg slutade han på femte plats efter att ha kastat 78,66.
Han stora framgång är hans silvermedalj efter Balázs Kiss vid Olympiska sommarspelen 1996 då han kastade 81,12 meter.  
Efter framgången vid OS deltog han både vid VM 1999 och vid Olympiska sommarspelen 2000 men då utan att ta sig vidare till finalen.

## Personligt rekord
- Släggkastning - 82,52 meter